# 杨奎松
楊奎松（1953年10月—），生于北京，籍貫重庆，中共党史研究专家。现任华东师范大学历史学系教授、博士生导师，思勉人文高等研究院特聘研究员，北京大学历史学系兼职教授。

## 生平
1982年1月毕业于中国人民大学党史系，获学士学位。
1982年1月至1987年2月，在中共中央党校《党史研究》编辑部任编辑，1987年2月至1990年11月，在中国人民大学党史系任教。历任中国社会科学院近代史研究所研究员、北京大学历史系教授，华东师范大学历史系特聘教授。
研究方向中国现代史，主攻中共党史、中国现代对外关系史、中苏关系史、国共关系史及中国社会主义思想史。

## 著作
主要作品：
- 《“边缘人”纪事》－广东人民出版社2016年。
- 《忍不住的“关怀”－1949年前后的书生与政治》，广西师大出版社，2013年5月。
- 《革命－楊奎松著作集（四卷本）》，广西师大出版社，2012年8月。
- 《西安事变新探：张学良与中共关系研究》，山西人民出版社2012年版。
- 《中间地带的革命：国际大背景下看中共成功之道》第二版，山西人民出版社2010年版。
- 《中华人民共和国建国史研究》，江西人民出版社2009年版。
- 《毛泽东与莫斯科的恩恩怨怨》第三版，江西人民出版社2008年版。
- 《国民党的联共与反共》，社会科学文献出版社2008年版。
- 《中国近代通史：内战与危机（1927-1937）》（第八卷），江苏人民出版社2007年版。
- 《1920－1940年代莫斯科為中共提供財政援助情況概述》[4][5][6]